# Eloy Gutiérrez Salinas
Eloy Gutiérrez Salinas (Doctor González, Nuevo León; 8 de marzo de 1941 - Monterrey, Nuevo León; 17 de mayo de 1966), fue un beisbolista de México que jugaba en la posición de cácher (receptor).

## Inicios
Nacido en Dr. González, en el estado de Nuevo León. Eloy Gutiérrez dedicó su vida al béisbol profesional ya que desde niño mostró capacidad para este deporte. Su paso por los equipos profesionales comenzó en 1960 en los Tuzos de Guanajuato equipo de la Liga Central y sucursal de los Tigres de México con un porcentaje de bateo de .338. En su corta carrera por los diamantes mexicanos participó en equipos como los Tigres de Ciudad de México en donde el equipo capitalino estaba conformado por jugadores mexicanos y en donde no pudo jugar lo que deseara, ya que el titular de la posición de cácher era Gregorio Luque, un cácher excepcional por lo cual fue traspasado al Águila de Veracruz en la temporada 1966 y en donde los pocos encuentros que jugó con este equipo, mostró la calidad que ya empezaba a mostrar.
Contaba con 25 años de edad a la hora de su lamentable fallecimiento en el Hospital de Zona del Seguro Social, sucumbió a raíz de los dos balazos en la frente provocados en un altercado originado en el bar Mingos.

## Trágica muerte
Eloy no conocía a su asesino, los hechos ocurrieron en la cantina Salvador ubicada por la calle Zuazua al norte, antes de llegar a la Calzada Madero. Todo sucedió el 12 de mayo cuando después de jugar contra los Sultanes de Monterrey por estar de gira jugando para el Águila, acudió en busca de músicos para llevarle serenata a su madre en festejo retrasado del 10 de mayo, Día de las Madres en México. Como era un cliente de confianza, se encontraba tras la barra. En eso se acerca un cliente a pedirle de mala manera una cerveza a lo que Eloy Gutiérrez responde que él no trabaja ahí. El cliente pierde los estribos, saca una pistola y lesiona de muerte al pelotero ilustre. Quien muere días después en el hospital a raíz del balazo recibido en la frente.
- Datos: Q5829907